# تینکلتون
تینکلتون (به انگلیسی: Tincleton) یک روستا و محله مدنی در بریتانیا است که در دورست غربی واقع شده‌است. تینکلتون ۱۵۰ نفر جمعیت دارد.